# ジャック・ド・モレー

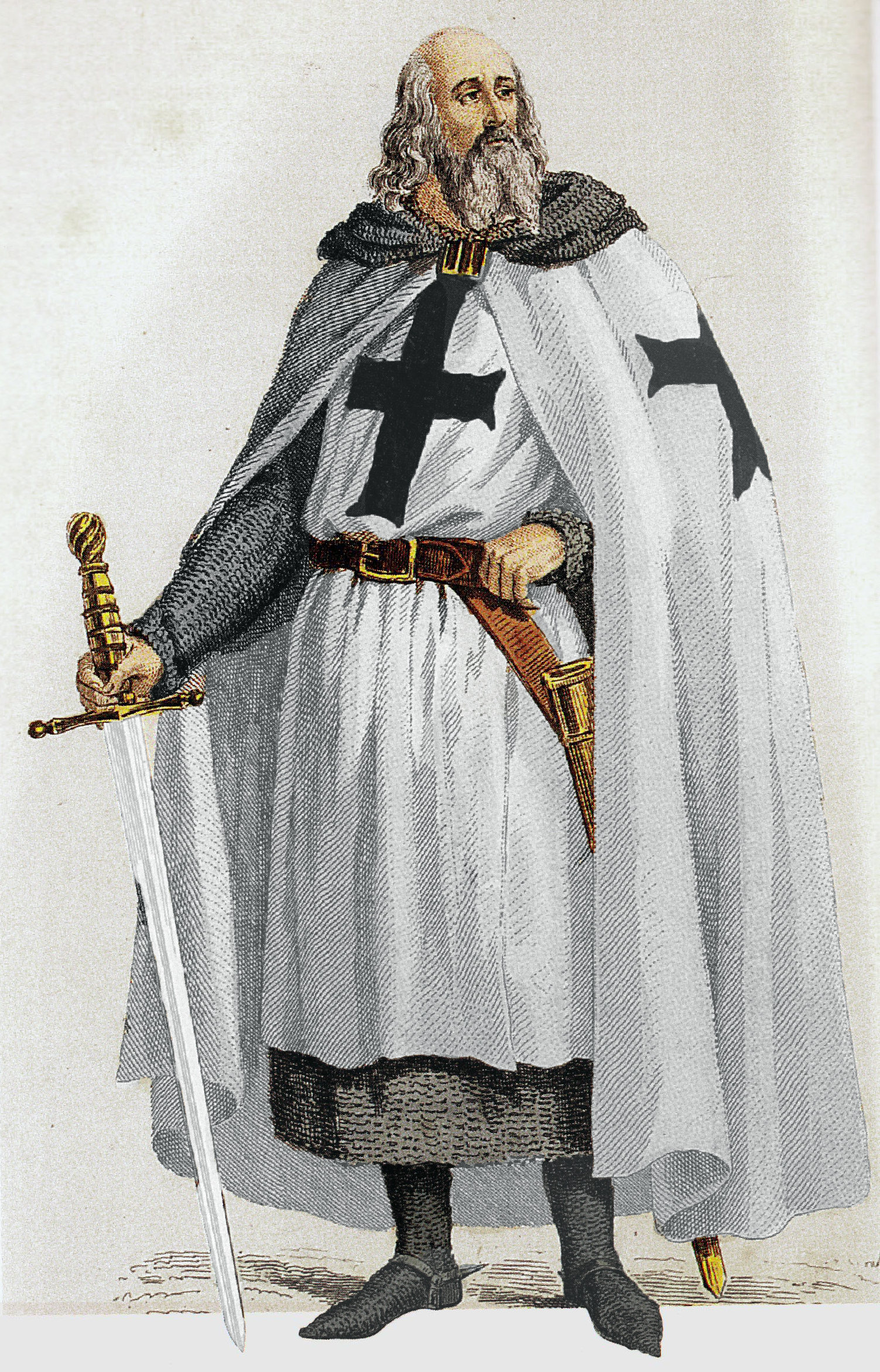
ジャック・ド・モレー

ジャック・ド・モレー（Jacques de Molay、1244年? - 1314年3月18日）は、第23代テンプル騎士団総長にして、最後の総長であった人物。テンプル騎士団初代総長ユーグ・ド・パイアンと同等に著名。身長180cm。

## 略歴
ブルゴーニュ地方の小貴族出身であったとされるが、その人生の多くが判明していない。
聖地から追われた後、一つの王国以上の資産を擁していた騎士団の財政をうらやんだフランス王フィリップ4世により、異端の濡れ衣を着せられ、騎士団の財産を没収された上で、他の団員らとともに異端審問のうえ有罪とされた。パリ・シテ島の刑場で火刑に処された。死に際にフィリップ4世とローマ教皇クレメンス5世らを呪ったとされる（実際、1314年にフィリップ4世とクレメンス5世は共に急死している）。また、カペー家直系の断絶をも呪ったと言われ、これも実際、1328年にフランス王位はヴァロワ家に継承されている。 
モレーの優れた騎士道精神にちなんで名づけられたフリーメイソンの関連団体「デモレー」がある。デモレーは12歳から21歳の若者のための人格育成を目指している組織である。